# Ashes of Three
Ashes of Three è un cortometraggio muto del 1913 diretto da Allan Dwan.

## Produzione
Il film fu prodotto dall'American Film Manufacturing Company come Flying A.

## Distribuzione
Distribuito dalla Mutual Film, il film - un cortometraggio in due bobine - uscì nelle sale cinematografiche USA il 26 maggio 1913.